# Alexandre Réformatski (linguiste)
Pour les articles homonymes, voir Alexandre Réformatski et Réformatski.
Alexandre Alexandrovitch Réformatski (en russe : Александр Александрович Реформатский), né le 29 octobre 1900 à Moscou et mort dans la même ville le 3 mai 1978, est un linguiste et philologue soviétique.

## Biographie
Alexandre Alexandrovitch Réformatski naît le 29 octobre 1900 à Moscou,. Son père est le chimiste Alexandre Nikolaïévitch Réformatski, et son oncle Sergueï Nikolaïévitch Réformatski, également chimiste, est le découvreur de la réaction de Réformatski. Après des études auprès de Dmitri Ouchakov à la Faculté de sciences sociales de l'université de Moscou, dont il sort diplômé en 1923, il suit quelques cours de Gustav Speth au sein de l'Association russe des instituts de recherche en sciences sociales (ru). Il travaille ensuite pour la maison d'édition soviétique d'État OGIZ (ru), et publie en 1933 l'ouvrage Édition technique du livre (Техническая редакция книги) qui le fait connaître et posera les bases de ses recherches sémiotiques ultérieures.
En parallèle de ses activités auprès d'OGIZ, il poursuit ses travaux linguistiques : de 1921 à 1954, il enseigne à l'université d'État de Moscou, au Second Institut pédagogique des langues étrangères de Moscou et dans divers autres établissements d'enseignement supérieur moscovites. Par sa collaboration avec de nombreux linguistes, il devient progressivement une figure de l'« école phonologique de Moscou (ru) », dont il est considéré comme l'un des fondateurs ; il en formule les positions théoriques dans son ouvrage Le Problème du phonème en linguistique américaine (1941). Dans les années 1930, il participe aussi aux travaux de latinisation des langues de l'Union soviétique. De 1952 à 1970, il dirige la section de linguistique structurale et appliquée de l'Institut de linguistique de l'Académie des sciences de l'URSS ; c'est au milieu de cette période, en 1962, qu'il acquiert les grades de docteur ès sciences philologiques et de professeur.
Alexandre Réformatski meurt le 3 mai 1978, laissant derrière lui de nombreux travaux portant sur la phonologie, la morphophonémique, la sémiotique, la linguistique appliquée et l'orthographe.